# Istres Sports Basket Club
Istres Sports Basket Club, section du club omnisports Istres Sports, est un club féminin français de basket-ball évoluant en Nationale Féminine 1, le 2e échelon du championnat de France.

## Historique
Le club, fondé en 1950, a rejoint le projet de faire de tous les clubs sportifs de la ville une seule entité sous le nom de Istres Sports en 1978
Depuis lors, la section a progressé, développant notamment sa section féminine, elle a été successivement Championne de France Nat 4, Nat 3, Nat 2 et Nat 1B avec un pour point d'orgue une accession en Ligue féminine de basket pour la saison 2000-01.
Toutes ses montées se sont faites avec le même entraîneur, Joëlle BELMONTE et une équipe de choc, qui était surnommée, "Les Demoiselles D'Istres". Les présidents se sont succédé avec Gilbert FERRARI, Jean RAOULT, Bernard VALLOT, Bruno JAMES et depuis quelques années Khéli BENKHIRA.
En 2011-2012 nous avons été Championne de France Nationale 2 avec JACKY BICHARD comme entraîneur. C'est son 3e titre de champion de france avec Istres, Martigues et encore Istres.

## Entraîneurs successifs
- Depuis ? : -

Arlette Lacondamine
Joëlle BELMONTE
Guillaume Helene, 
Ruiz Jose,
Nivet sébastien,
Weber Jean-François,
Ghislaine Renaud
Danielle HERRERA
Jacky BICHARD

## Effectif actuel
HEITZ Stéphanie, LOKOKA Prisilla, M'BAYE Aminata, MAHSAS Lina, THALMANN Lara, M'FOULA Marie ange, BULLEUX Camille, ROS Alexia, STEPHEN Ashlay,

## Joueuses marquantes ou célèbres
Muryel EUGENE,Cathy BACHE, Danielle HERRERA, Cathy SAUTEREAU,sylvie MEIGNAL, Joëlle TASTEVIN, Valérie BYCZEK
BOUTET Johanna,ANGUELOVA Dessi, DIJON Sandra,